# The Final Riot!
| Оценки критиков  | Оценки критиков |
| Источник         | Оценка          |
| ---------------- | --------------- |
| AbsolutePunk.net | (85%) ссылка    |
| Allmusic         | ссылка          |

The Final Riot! — второй официальный концертный альбом американской рок-группы Paramore, выпущенный 25 ноября 2008 года с бонусным DVD, содержащим весь концерт плюс кадры за кадром.
DVD был снят 12 августа 2008 года в Конгресс театре в Чикаго в ходе летнего тура The Final Riot!. Он содержит документальный фильм под названием «40 Days of Riot!», показывающий группу во время гастролей. DVD доступен в стандартном и ограниченном подарочном издании, включающий в себя 36 страничный буклет тура, а также ещё документальный фильм 40 MORE Days of Riot!

## Список композиций
Слова и музыка всех песен — Хэйли Уильямс, Джоша Фарро и Тэйлора Йорка.
| №   | Название                                                          | Длительность |
| --- | ----------------------------------------------------------------- | ------------ |
| 1.  | «Born for This»                                                   | 5:46         |
| 2.  | «That's What You Get»                                             | 3:40         |
| 3.  | «Fences»                                                          | 3:31         |
| 4.  | «Crushcrushcrush»                                                 | 3:15         |
| 5.  | «Let the Flames Begin»                                            | 5:38         |
| 6.  | «When It Rains»                                                   | 4:04         |
| 7.  | «Decoy»                                                           | 3:14         |
| 8.  | «For a Pessimist, I'm Pretty Optimistic»                          | 4:27         |
| 9.  | «We Are Broken»                                                   | 5:25         |
| 10. | «Hallelujah» (contains excerpt from Leonard Cohen's "Hallelujah") | 4:57         |
| 11. | «Misery Business»                                                 | 4:40         |

## История релизов
| Country        | Date           |
| -------------- | -------------- |
| Великобритания | 24 ноября 2008 |
| США            | 25 ноября 2008 |
| Австралия      | 29 ноября 2008 |
| Бразилия       | 6 декабря 2008 |
| Колумбия       | 8 декабря 2008 |

## Позиции в чартах
| Год  | Чарт                              | Высшая позиция |
| ---- | --------------------------------- | -------------- |
| 2008 | Australian Albums Chart           | 38             |
| 2008 | U.S. Billboard 200                | 88             |
| 2008 | U.S. Billboard Rock Albums        | 22             |
| 2008 | U.S. Billboard Alternative Albums | 15             |
| 2009 | Finnish Albums Chart              | 31             |